# Claassenia longistyla
Claassenia longistyla är en bäcksländeart som beskrevs av Wu, C.F. 1973. Claassenia longistyla ingår i släktet Claassenia och familjen jättebäcksländor. Inga underarter finns listade i Catalogue of Life.